# Lucien Bitterlin
Lucien Bitterlin (* 15. Juli 1932 in Courbevoie; † 11. Februar 2017 in Saint-Raphaël) war Redakteur bei Radio Monte Carlo. Er war von 1954 bis 1962 während des Algerienkrieges Leiter der „Barbouzes“ sowie Autor zum Thema Naher Osten.

## Leben
Mit Pierre Lemarchand gründete er im Juli 1958 das Mouvement pour la Communauté (M.P.C), eine parastaatliche Terrororganisation gegen die Organisation de l’armée secrète (OAS).
Lucien Bitterlin war 1968 bis Mitte der 1990er Jahre Generalsekretär der Association de solidarité franco-arabe (ASFA) und war Redakteur von dessen monatlichem Organ France-Pays Arabes 14 rue Augereau. 
Von 1984 bis 1986 leitete er das Institut du monde arabe.
In der Ausgabe vom 6. und 7. Februar 1985 von France-Pays arabes berichtete er, dass er Abu Nidal, der zu dieser Zeit seit November 1984 als tot galt, vor kurzem im Libanon getroffen habe und behauptete, mit diesem seit den 1970er Jahren in Kontakt zu stehen.
Er war Kurator des Prix Palestine-Mahmoud Hamchari.

## Bibliografie
- Histoire des barbouzes, Éditions du Palais Royal, 1972
- Actualisation des droits nationaux du peuple palestinien, France-Pays arabes, 1979
- L'Information arabe en Europe : l'enjeu d'une guerre psychologique, France-Pays arabes, 1980
- Nous étions tous des terroristes : l'histoire des barbouzes contre l'O.A.S. en Algérie, préface de Louis Terrenoire, Éditions du "Témoignage chrétien", 1983
- Hafez el-Assad : le parcours d'un combattant, Éd. du Jaguar, 1986
- La Flamme et le Souffre, Vegapresse, 1988
- Guerres et paix au Moyen-Orient : les 3 défis d'Hafez El-Assad : Liban, Palestine, Golfe, Éd. Jean Picollec, 1996
- Alexandrette, le "Munich" de l'Orient ou Quand la France capitulait, Éd. Jean Picollec, 1999